# Kaplica św. Józefa w Krakowie (ul. Siostry Faustyny)
Kaplica św. Józefa – część kompleksu kościelno-klasztornego zwanego Józefowem wzniesionego w latach 1889–1893 według projektów Karola Zaremby z fundacji Aleksandra Lubomirskiego. Sanktuarium św. Faustyny Kowalskiej. Obecnie wchodzi w skład łagiewnickiego kompleksu sanktuaryjnego.
Stanowi część neogotyckiego zespołu klasztornego Zgromadzenia Sióstr Matki Bożej Miłosierdzia, który został wzniesiony w latach 1889–1891 według projektu Karola Zaremby. Kaplicę pw. św. Józefa poświęcił Albin Dunajewski 20 sierpnia 1891 roku. W wystroju świątyni z 1896 na uwagę zasługują: wykonany przez nieznanego rzeźbiarza z Przemyśla ołtarz główny z figurami: Matki Bożej Miłosierdzia (w polu środkowym), Stanisława Kostki (patrona młodzieży) i Marii Magdaleny (patronki pokutnic), ołtarze boczne z obrazami Serca Jezusa (lewy) i św. Józefa z Dzieciątkiem (prawy) F. Kudowskiego. Polichromia Z. Gedliczki pochodzi z 1934, a witraże W. Ostrzołka pochodzą z czasu generalnego remontu kaplicy dokonanego w latach 1981–1990.

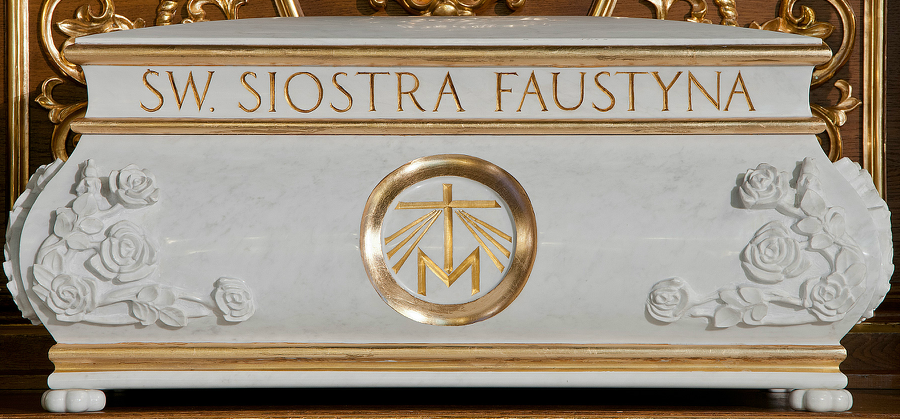
Trumna z relikwiami św. Faustyny Kowalskiej

We wnętrzu kaplicy znajduje się obraz Jezusa Miłosiernego, namalowany według wizji Faustyny Kowalskiej przez artystę malarza Adolfa Hyłę. 16 kwietnia 1944 roku poświęcił go Józef Andrasz, jej krakowski spowiednik. Obraz ten odpowiadał wielkością i kształtem wnęce bocznego ołtarza i zastąpił pierwszy obraz pędzla Hyły ofiarowany w 1943 roku jako wotum za ocalenie rodziny z wypadków wojennych. Obraz Jezusa Miłosiernego pędzla Hyły szybko zasłynął łaskami. Jego kopie i reprodukcje rozeszły się po świecie. Jest to najbardziej znany wizerunek obrazu Jezusa Miłosiernego. Od 1959 roku na stałe pozostał w bocznym ołtarzu, przykrywając obraz Serca Jezusowego.
W 1966 roku do świątyni przeniesiono ciało wówczas Sługi Bożej Faustyny. W 1968 kaplica ze względu na grób Sługi Bożej została wpisana przez Karola Wojtyłę na listę sanktuariów archidiecezji krakowskiej. W 1985 roku Jan Paweł II nazwał Łagiewniki „stolicą kultu Miłosierdzia Bożego”, gdyż w tym miejscu wraz ze śmiercią Faustyny został złożony dar orędzia Miłosierdzia, który zapisała w swym „Dzienniczku”. 1 listopada 1992 Franciszek Macharski wydał dekret ustanawiający kaplicę klasztorną pw. św. Józefa Sanktuarium Miłosierdzia Bożego. Od czasu beatyfikacji Siostry Faustyny (1993) jej doczesne szczątki jako relikwie spoczywają na bocznym ołtarzu pod obrazem Jezusa Miłosiernego. W balustradzie przed prezbiterium od 1994 roku jest marmurowy klęcznik z cząstką jej relikwii dla ich uczczenia przez pielgrzymów, którzy przybywają do tego miejsca.
Kaplicę odwiedziło trzech papieży:
- 7 czerwca 1997 modlił się tu Jan Paweł II (wydarzenie upamiętnia płaskorzeźba przy wejściu do kaplicy)
- 27 maja 2006 nawiedził to miejsce Benedykt XVI (to wydarzenie upamiętnia druga płaskorzeźba przy wejściu do kaplicy)
- 29 lipca 2016 odbył tu pielgrzymkę papież Franciszek podczas 31. Światowych dni Młodzieży w Krakowie

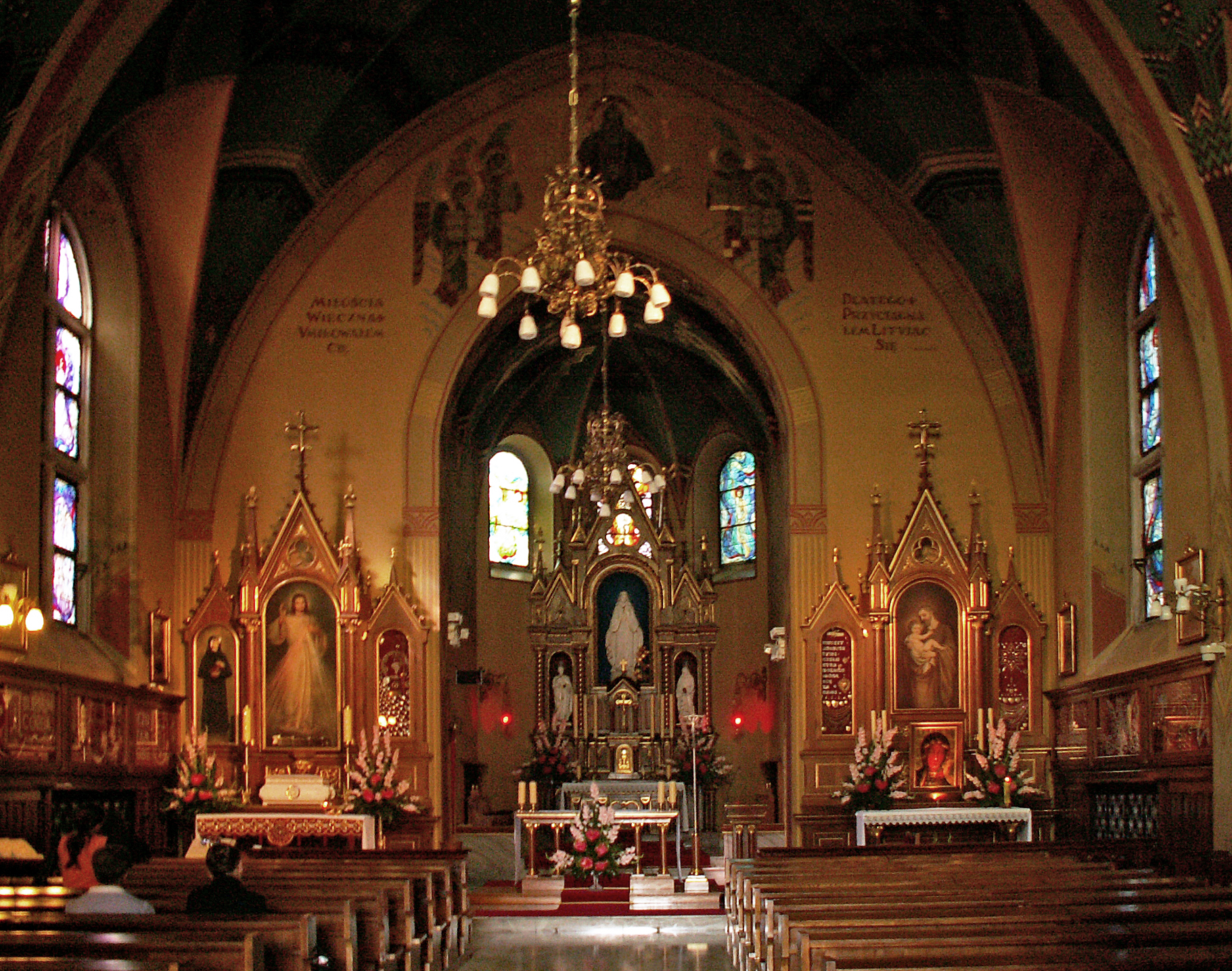
Wnętrze kaplicy